# 亀浦村 (熊本県)
亀浦村（かめうらむら）は、熊本県の南部、天草郡にかつてあった村である。

## 歴史
- 1889年4月1日 - 町村制施行。一村単独村政として発足。
- 1948年4月1日 - 早浦村と合併し二浦村となる。